# آریک بنادو
آریک بنادو (به انگلیسی: Arik Benado) مدافع اهل اسرائیل است که از سال ۱۹۹۵ تا ۲۰۰۷ میلادی عضو تیم ملی فوتبال اسرائیل بوده و در ۹۴ بازی ملی حضور داشته است.